# Orchestral Manoeuvres in the Dark
Orchestral Manoeuvres in the Dark je britanski synthpop sastav koji dolazi s poluotoka Wirral, Engleska, a osnovan je 1978. godine. Snimili su 11 studijskih albuma te je na drugom albumu objavljena hit pjesma Enola Gay, nazvana po avionu koji je bacio atomsku bombu na Hirošimu.

## Povijest
Sastav su osnovali Andy McCluskey i Paul Humphreys 1978. godine, do kraja 1980. godine pridružili su im se Malcolm Holmes i Martin Cooper, te su u tom sastavu nastupali uživo do 1989. godine., kada Humphreys, Cooper i Holmes napuštaju OMD i osnivaju novi sastav The Listening Pool. McCluskey je zadržao ime i nastupao s novim članovima sastava do 1996. godine, kad Humphreys počinje svirati kao OMD s opet novim članovima sastava, ovaj put OMD nastupa bez McCluskeya. Na službenoj internetskoj stranici krajem 2005. godine najavljeno je okupljanje početne četvorke, koja 2007. kreće na koncerte, te je 2010. izdan prvi studijski album poslije 1996. godine.

## Diskografija
- Orchestral Manoeuvres in the Dark (1980.)
- Organisation (1980.)
- Architecture & Morality (1981.)
- Dazzle Ships (1983.)
- Junk Culture (1984.)
- Crush (1985.)
- The Pacific Age (1986.)
- Sugar Tax (1991.)
- Liberator (1993.)
- Universal (1996.)
- History of Modern (2010.)
- English Electric (2013.)
- The Punishment of Luxury (2017.)
- Bauhaus Staircase (2023.)

## Vanjske poveznice
- Službene internetske stranice